# ジェラール・ラルース
ジェラール・ラルース（Gérard Larrousse、1940年5月23日 - ）は、フランス・リヨン出身の元レーシングドライバーで、ラリー、スポーツカーレース、F1に参戦した。マルセイユ在住。

## 人物

### レーシングドライバーとして

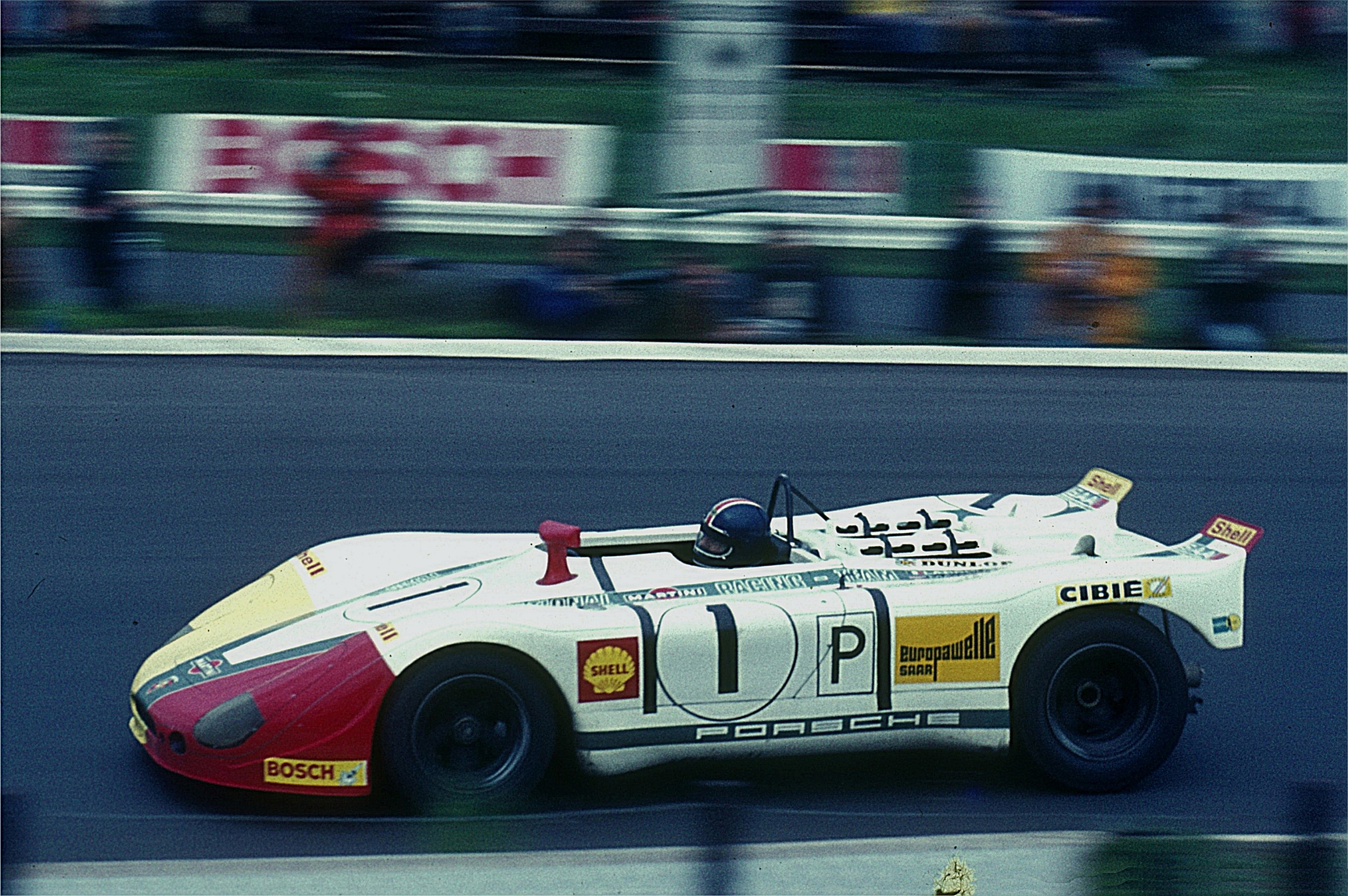
ニュルブルクリンクでポルシェ・908/2をドライブするジェラール・ラルース（1970年）

ラルースは本格的にサーキットレースを始める前に、アルピーヌ・A110でフランスラリー選手権を制した。国際ラリーではポルシェ・911で最大の成功を収め、1969年のツール・ド・コルスに勝利し、1969年、1970年、1972年のラリー・モンテカルロで2位に入った。グラベルラリーでは、1970年のRACラリーで6位となった。
1971年にはポルシェ・917Kに乗り、ヴィック・エルフォードと組んでセブリング12時間レースに勝利した。また、ポルシェ・908/03でニュルブルクリンク1000kmも制した。そして1973年と1974年にはアンリ・ペスカロロと組んでマトラ・シムカMS670Bでル・マン24時間レースを連覇した。
1974年5月12日、第5戦ベルギーグランプリにてF1世界選手権にデビュー。第9戦フランスグランプリにもエントリーしたが、選手権ポイントを獲得することはできなかった。いずれのレースもスクーデリア・フィノットのブラバム・BT42をドライブした。

### チームマネージャー/オーナー
スポーツカーのキャリアを終えると、ラルースはレースマネージャーへ転進。ルノーのファクトリーチームでチームマネージャーを務める。ルノーではル・マン24時間レース（ディディエ・ピローニ,ジャン＝ピエール・ジョソー組）で1978年に勝利を挙げているが、同時期に並行して1.5Lターボエンジンの開発を開始し、1977年からF1の実戦に投入。ラルースによる指揮の元、ジャン＝ピエール・ジャブイーユ、ルネ・アルヌーがF1で勝利を挙げ、1983年にはアラン・プロストによりドライバーズタイトルに迫ったが、監督としての世界タイトル制覇をあと一歩で逃した。しかし、同年から1984年はルノー上層部が「資金提供が膨大なのに市販車の技術開発への寄与が少なく見合っていない、F1での敗北は悪い宣伝にもなる」と予算削減を持ち出し、現場を指揮するラルースとの意見の相違も生じていた。レース結果でも、パトリック・タンベイを起用するも勝利を挙げることはできず、ストレスのたまるシーズンとなった。こうした経緯からラルースは1984年末にチーフエンジニアのミッシェル・テツと共に、ルノーエンジンを搭載していたリジェに移籍し、1986年シーズン終了までリジェのチームマネージャーを務めた。同年中に実業家のディディエ・カルメルと共同でレーシングチームを立ち上げてのF1参戦を計画。その後1987年から1994年まで、出資パートナーとチーム名称を変えながら自身のF1チーム「ラルース」を運営した。
2012年、フランス西部自動車クラブ（ACO）が制定する「The spirit of le mans award」を受賞。2022年のル・マン24時間レースでは、同レースのグランド・マーシャルを務めた。

## レース戦績

### フォーミュラ1
| 年     | 所属チーム           | シャシー | エンジン                 | タイヤ | 1   | 2   | 3   | 4   | 5       | 6   | 7   | 8   | 9       | 10  | 11  | 12  | 13  | 14  | 15  | WDC       | ポイント |
| ------ | -------------------- | -------- | ------------------------ | ------ | --- | --- | --- | --- | ------- | --- | --- | --- | ------- | --- | --- | --- | --- | --- | --- | --------- | -------- |
| 1974年 | ブラバム／フィノット | BT42     | フォード・コスワース DFV | F      | ARG | BRA | RSA | ESP | BEL Ret | MON | SWE | NED | FRA DNQ | GBR | GER | AUT | ITA | CAN | USA | NC (52位) | 0        |

### ル・マン24時間レース
| 年     | チーム                               | コ・ドライバー                            | 使用車両                         | クラス | 周回 | 総合順位 | クラス順位 |
| ------ | ------------------------------------ | ----------------------------------------- | -------------------------------- | ------ | ---- | -------- | ---------- |
| 1967年 | ソシエテ デ オートモビル アルピーヌ  | パトリック・デパイユ                      | アルピーヌ・A210                 | P 1.15 | 204  | DNF      | DNF        |
| 1968年 | ソシエテ デ オートモビル アルピーヌ  | アンリ・グランサイア                      | アルピーヌ・A220                 | P 3.0  | 59   | DNF      | DNF        |
| 1969年 | ポルシェ システム エンジニアリング   | ハンス・ヘルマン                          | ポルシェ・908 クーペ             | P 3.0  | 372  | 2位      | 1位        |
| 1970年 | マルティニ レーシング チーム         | ウィリー・カウセン                        | ポルシェ・917L                   | S 5.0  | 338  | 2位      | 2位        |
| 1971年 | マルティニ レーシング チーム         | ヴィック・エルフォード                    | ポルシェ・917LH                  | S 5.0  | 74   | DNF      | DNF        |
| 1972年 | エキュリー・ボニエ・スウィッツランド | ヨアキム・ボニエ ジィズ・ヴァン・レネップ | ローラ・T280-フォード コスワース | S 3.0  | 213  | DNF      | DNF        |
| 1973年 | エクィップ マトラ-シムカ シェル      | アンリ・ペスカロロ                        | マトラ-シムカ・MS670B            | S 3.0  | 355  | 1位      | 1位        |
| 1974年 | エクィップ ジタン                    | アンリ・ペスカロロ                        | マトラ-シムカ・MS670C            | S 3.0  | 337  | 1位      | 1位        |